# Keiko desu kedo
Keiko desu kedo (桂子ですけど? lett. "Io sono Keiko") è un film del 1997, scritto e diretto da Sion Sono. Esso rappresenta uno dei più importanti titoli a carattere sperimentale della filmografia di Sono.

## Trama
Suzuki Keiko è una giovane cameriera alle soglie del suo ventiduesimo compleanno. La morte del padre per cancro segna la vita della ragazza al punto da renderla solitaria e refrattaria agli stimoli di una vita frenetica, facendola spiccatamente coinvolta nella rievocazione dei propri trascorsi personali coronati da minuscoli rituali, specchi dell'alienazione raggiunta da Keiko. Il film comunica l'evoluzione di una vita vissuta pensando incessantemente al fluire del tempo; sono numerosissimi i riferimenti allo scorrere di minuti, secondi, ore e giorni (come evidenziato dalla presenza costante di un orologio analogico sulla scrivania della giovane, dai fogli di calendario strappati, dagli appuntamenti quotidiani con l'osservazione di fenomeni atmosferici; il tutto svolgendosi sempre all'interno della propria stanza). La meccanicità e l'inevitabilità del fluire di una vita ormai asettica per mancanza di sensazioni forti viene acuita da siparietti giornalieri in cui Keiko si traveste da annunciatrice televisiva, narrando particolari del tutto ininfluenti della giornata (ad esempio il denaro speso per il cibo, gli incontri coi gatti, le condizioni climatiche); nella surrealtà del movimento fine a sé stesso (rappresentato dall'osservare una boccia di pesci rossi con stupore potente). Infine, durante un fine settimana (la scansione temporale è suggerita da pannelli colorati su cui è riportato il nome del giorno in lingua inglese, talvolta l'orario), Keiko portando fuori l'immondizia contando fino a 60 (la conta è ricorrente in tutto il film) si ritrova in via del tutto immaginaria a saltellare sotto la neve, in abiti leggeri e con un ombrello rosa. Il film termina con la voce di Keiko fuori campo che cita lo stesso Sion Sono e coloro che hanno profuso il loro impegno nelle riprese.